# Ekranoplan

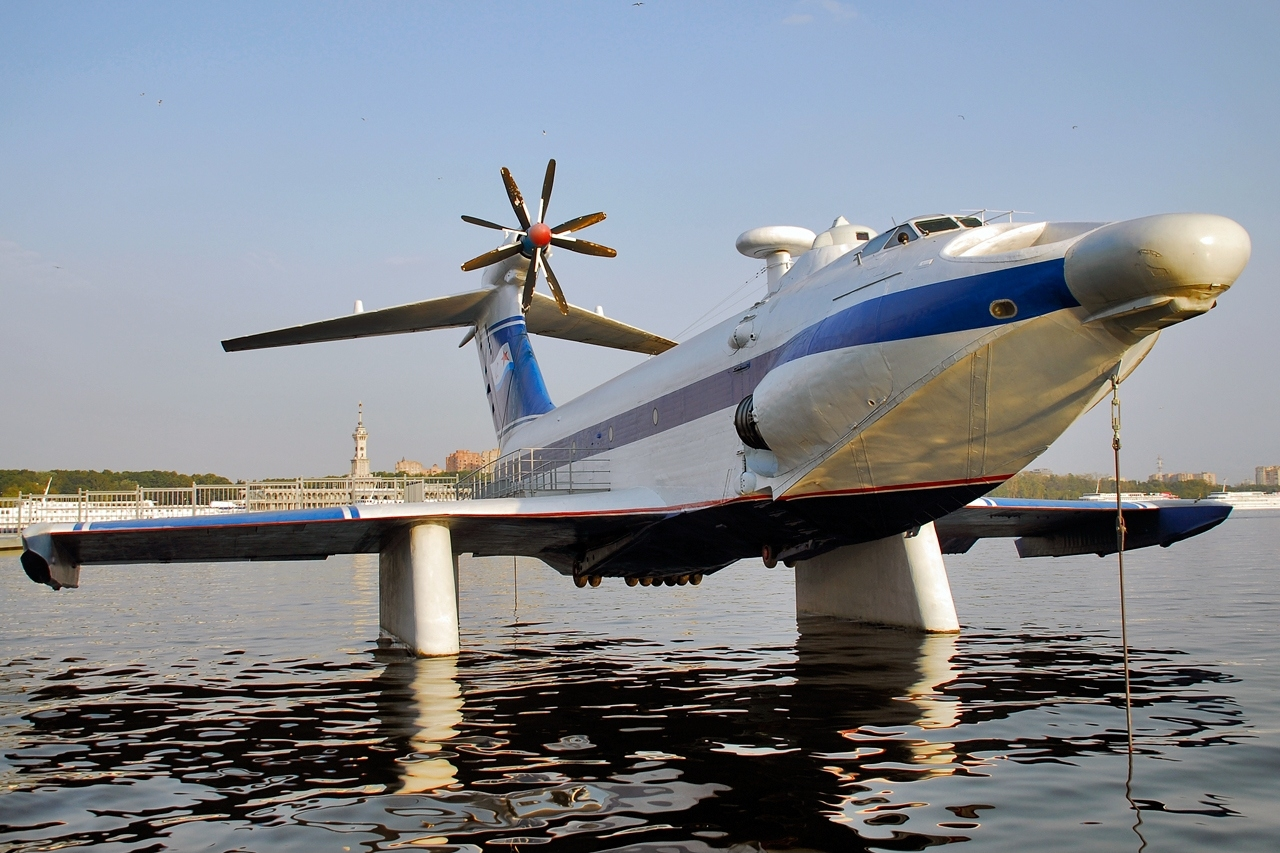
Een A-90 Orljonok-ekranoplan

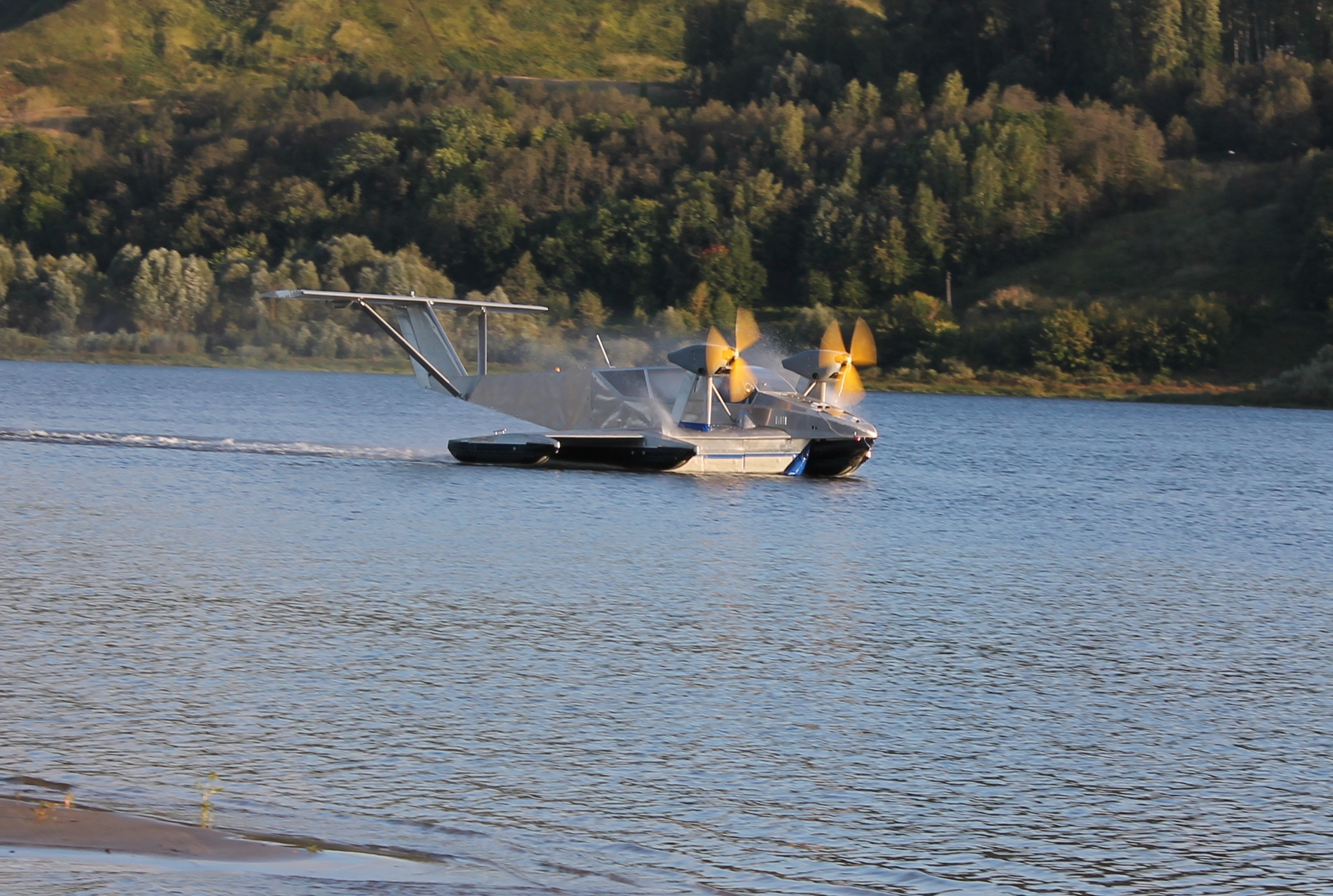
Ekranoplan Toengoes

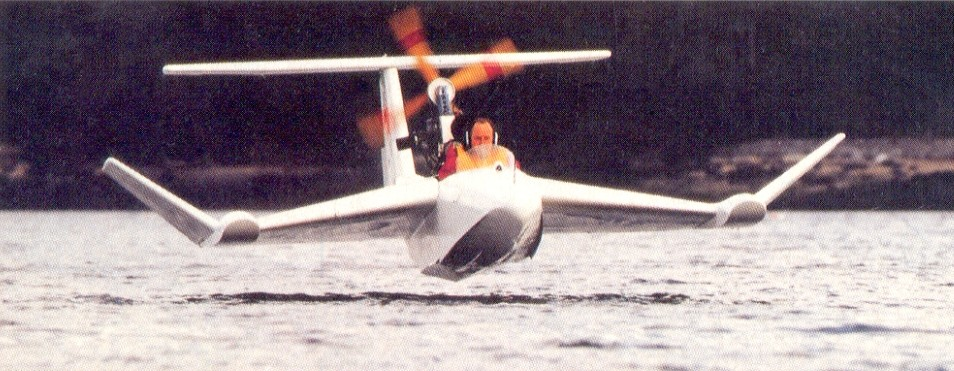
Eenpersoons ekranoplan 'Navion', gebouwd door Serge Pennec in Bretagne

Een ekranoplan (Russisch: экраноплан) is een luchtvaartuig, dat gebruikmaakt van het grondeffect. 

## Beschrijving
Het is op een vliegtuig gelijkend toestel dat enkele meters boven het aard- of zeeoppervlak vliegt op een luchtkussen. Het is geen hovercraft omdat de ekranoplan ook nog tot 100 meter kan opstijgen, totdat de luchtdichtheid niet meer voldoet om de korte brede vleugels te ondersteunen.
Bij een ekranoplan drukt de voorwaartse snelheid lucht onder het vaartuig. Hierdoor ontstaat onder de vleugels een dragende luchtlaag waarop hij zweeft. Een ekranoplan is efficiënter dan een hovercraft, die niet alleen brandstof verbruikt voor de voorwaartse beweging, maar ook voor de extra motoren die een door schorten op hun plaats gehouden luchtkussen genereren.

## Geschiedenis
De ekranoplan is een product van de Koude Oorlog. In de vroege jaren vijftig, toen de Verenigde Staten en Rusland er alles aan deden om elkaar in technologische geavanceerdheid te overtreffen, kwam de Russische ingenieur Rostislav Aleksejev met het ontwerp voor het toestel, waarvoor Chroesjtsjov hem vervolgens onbeperkt krediet verleende. De eerste ekranoplan, de SM-1, werd gebouwd in 1961. Sindsdien zijn in de Sovjet-Unie verschillende types ekranoplans gebouwd, waarvan de uit 1965 daterende KM, de uit 1973 daterende Orljonok en de uit 1987 daterende Loen het meest bekend werden.
Ekranoplans werden vooral gebruikt voor militaire transporten over de Kaspische Zee en de Zwarte Zee. De NAVO leerde ze kennen door middel van satellietbeelden. Omdat men er aanvankelijk moeite mee had het gigantische, zich zeer snel over de Kaspische Zee voortbewegende object te identificeren, kreeg het de bijnaam Kaspische-Zee-Monster. In werkelijkheid betrof het een ekranoplan van het type KM, die 98 meter lang was en met volledige lading 540 ton woog. Hij kon een snelheid bereiken van 550 km/u.
Afgezien van zijn laadvermogen en zijn snelheid heeft de ekranoplan ook een ander militair voordeel: doordat hij geen diepgang heeft kan hij niet door middel van sonar worden opgespoord en doordat hij zo laag vliegt, kunnen radars hem slecht detecteren. Tot 1980 werd hij bovendien als vliegend laboratorium voor wetenschappelijk onderzoek gebruikt.
In 2003 werd bekend dat vliegtuigbouwer Boeing bezig was met het ontwerp van een nieuwe ekranoplan ten behoeve van het Amerikaanse leger. Het ontwerp voor de Pelican is voor een groot transporttoestel die zo'n 200 containers kan meenemen en een snelheid behaalt van 460 km/u. De planning was om in 2015 een prototype te hebben, maar dit is niet gerealiseerd.